# Clinopodium brownei
Clinopodium brownei — вид квіткових рослин з родини глухокропивових (Lamiaceae).

## Біоморфологічна характеристика
Це багаторічна рослина з розлогими квадратними стеблами та супротивним листям. Ця трава сильно запушена на ніжці, внутрішній і зовнішній чашечках. Віночок двогубий. Губи тонкі та ніжні, можуть містити волоски. Колір віночка від рожево-білого до лавандового, іноді білого. Є чотири тичинки. Росте в болотистих місцях.

## Поширення
Зростає в Північній і Південній Америках: Аргентина, Багамські Острови, пд. Бразилія, Колумбія, Куба, Домініканська Республіка, Еквадор, пд. США, Гватемала, Ямайка, Мексика, Парагвай, Венесуела.

## Галерея

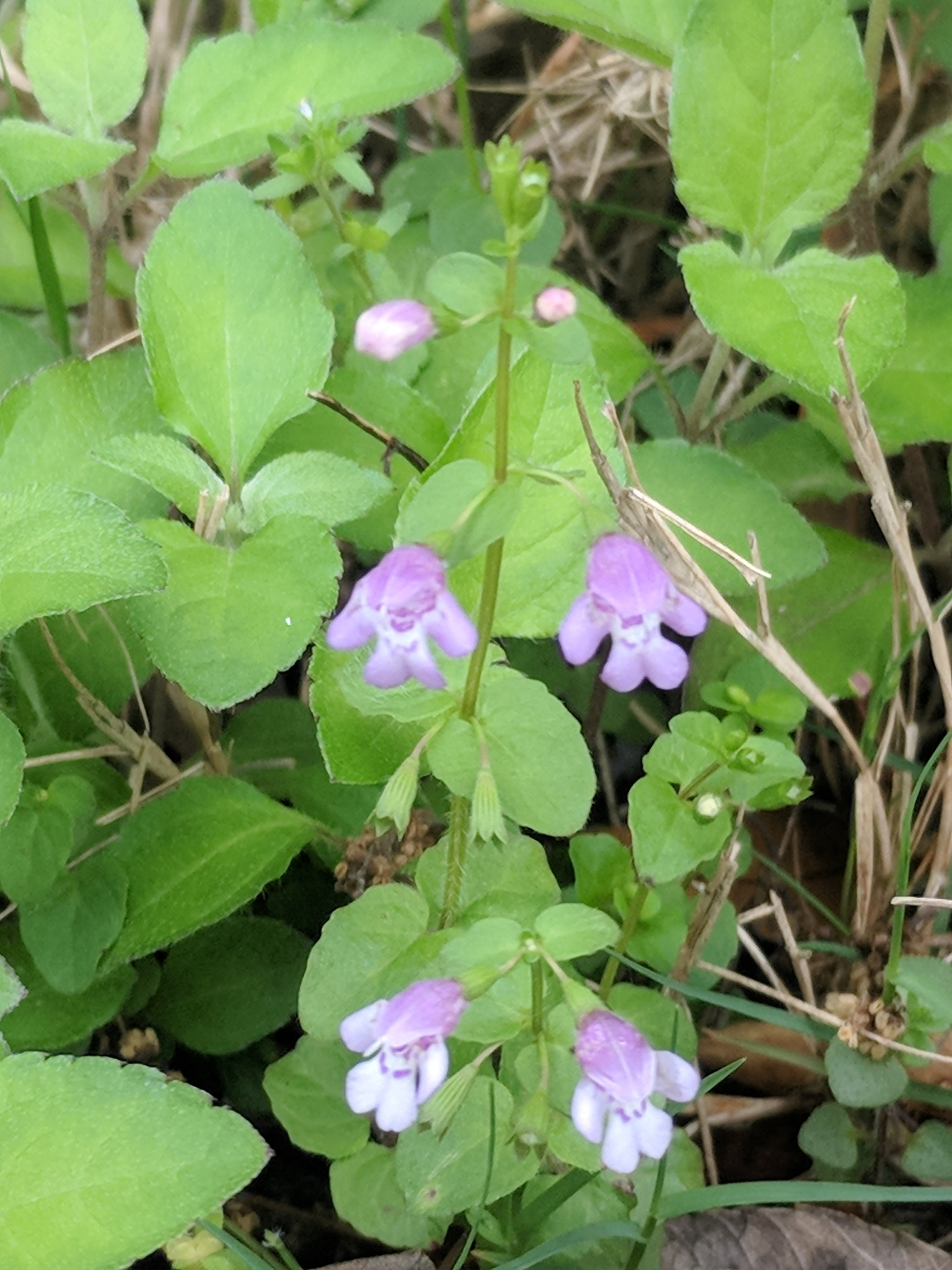
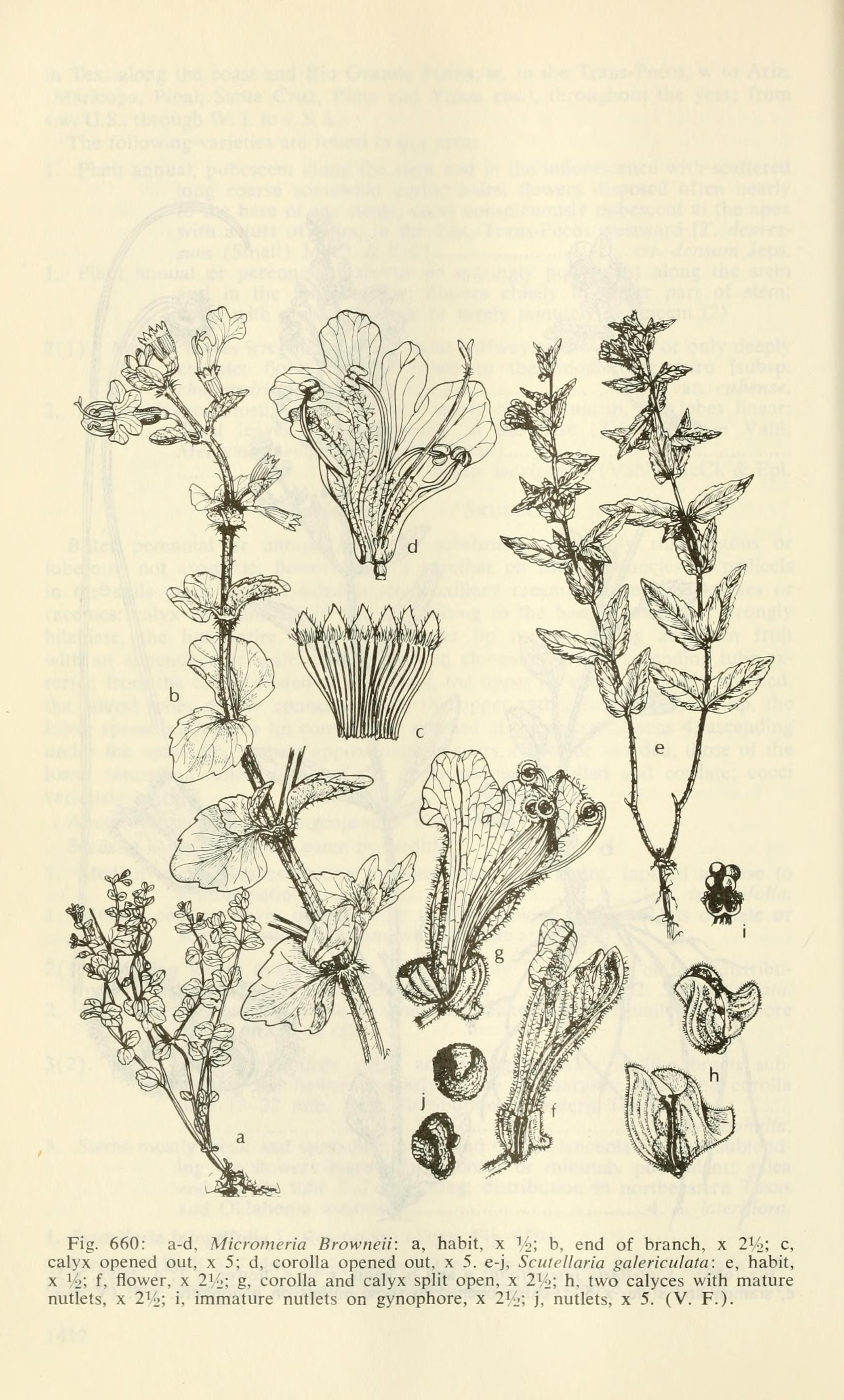